# Айзексон, Уолтер
Уо́лтер А́йзексон (англ. Walter Isaacson, род. 20 мая 1952, Новый Орлеан, Луизиана, США) — американский журналист, писатель и биограф; автор популярных биографий Стива Джобса, Генри Киссинджера, Бенджамина Франклина, Альберта Эйнштейна и Леонардо да Винчи. Член Американского философского общества, чтец Джефферсонской лекции (2014).
Президент Аспенского института (англ.). Бывший директор телекомпании CNN и главный редактор журнала Time. В 2009 году был назначен директором Совета управляющих по вопросам вещания (англ. Broadcasting Board of Governors), которому подконтрольны радиостанции «Голос Америки» и «Свобода».